# Bibiano Zapirain
Bibiano Zapirain (Tomás Gomensoro, Artigas, 2 de diciembre de 1919 - Bogotá, Colombia, 2 de diciembre de 2000) fue un futbolista uruguayo de destacadas actuaciones durante los años 1940 e integrante de la delantera que conquistó el Quinquenio de Nacional.

## Trayectoria

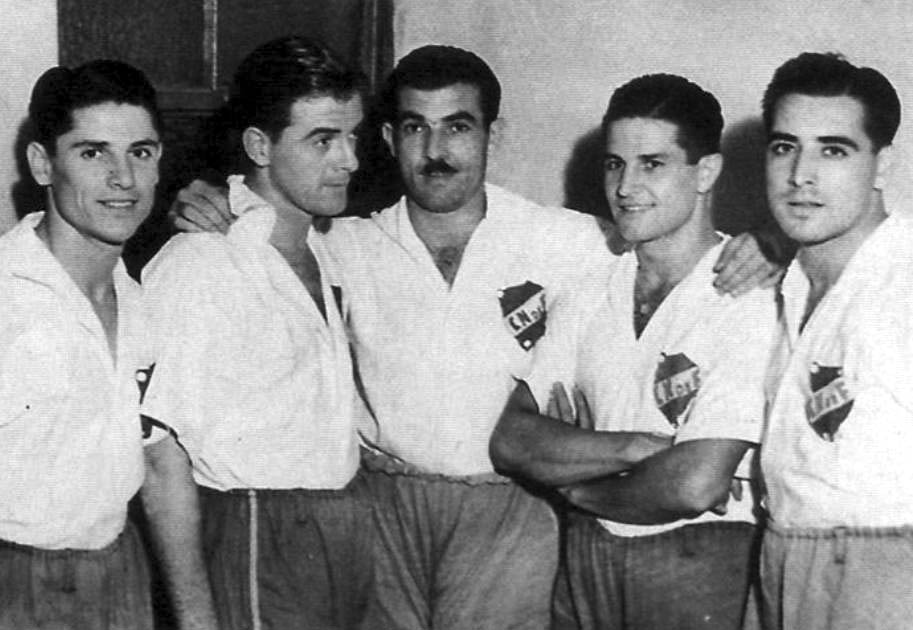
Delantera del Nacional que logró el Quinquenio. De izquierda a derecha: Luis Volpi, Aníbal Ciocca, Atilio García, Ballesteros y Bibiano Zapirain.

Fue uno de los más afamados atacantes uruguayos de los años 1940. Fuerte, muy veloz, remataba con gran precisión  y potencia a la carrera. Comenzó jugando en el club Colón de su ciudad natal, y con 18 años disputó el Torneo del Litoral defendiendo a la selección de Artigas. En 1939 atravesó la frontera y tuvo un fugaz pasaje en el Grêmio Esportivo Bagé. 
En 1940 llegó a Nacional, uno de los dos grandes del fútbol uruguayo con el cual conquistó el Quinquenio de Oro integrando una delantera de antología, junto a Luis Ernesto Castro, Aníbal Ciocca, Atilio García, y Roberto Porta. También participó en la selección de fútbol de Uruguay, con la cual conquistó el Campeonato Sudamericano de Selecciones de 1942 (realizado en Montevideo), en el cual Zapirain marcó el gol en la final ante los argentinos con 70.000 espectadores en el Estadio Centenario presenciando el encuentro, gol que otorgó el título a los orientales.
En 1946 viajó a Italia, donde defendió los colores del Internazionale de Milán, que también adquirió el traspaso de otros futbolistas sudamericanos: los argentinos Elmo Bovio y Alberto Cerioni, y los también uruguayos Luis Volpi y Pedemonti. Disputó 58 partidos para el Inter, donde marcó 18 goles, y en 1949 regresó a su país.
En 1950 logró un nuevo campeonato uruguayo defendiendo a Nacional, y al año siguiente tiene un breve pasaje por el club Cúcuta Deportivo de Colombia. En 1952 disputó su última temporada con Nacional, conquistando una vez más el campeonato uruguayo, totalizando seis con el conjunto tricolor. En toda su carrera en Nacional, jugó 190 partidos y conquistó 117 goles.
En 1953 Zapirain dejó definitivamente Uruguay para defender al Loyola SC de Venezuela y luego regresó a Colombia para culminar su carrera jugando en Millonarios y finalmente en Independiente Sante Fe, donde terminó radicándose. Zapirain falleció en Bogotá el día que cumplía 81 años.

## Selección nacional
Fue internacional con la Selección de fútbol de Uruguay en 20 ocasiones, convirtiendo 4 goles.

### Participaciones en Copa América
| Copa              | Sede      | Resultado | PJ | Goles |
| ----------------- | --------- | --------- | -- | ----- |
| Copa América 1942 | Uruguay   | Campeón   | 6  | 3     |
| Copa América 1945 | Chile     | 4° puesto | 4  | 0     |
| Copa América 1946 | Argentina | 4° puesto | 4  | 0     |

## Clubes
| Club                 | País      | Año       |
| -------------------- | --------- | --------- |
| Grêmio               | Brasil    | 1939      |
| Nacional             | Uruguay   | 1940-1946 |
| Inter                | Italia    | 1946-1948 |
| Nacional             | Uruguay   | 1949-1950 |
| Cúcuta Deportivo     | Colombia  | 1951-1952 |
| Nacional             | Uruguay   | 1952      |
| Loyola               | Venezuela | 1953      |
| Atlético Bucaramanga | Colombia  | 1954      |
| Cúcuta Deportivo     | Colombia  | 1955-1961 |
| Millonarios          | Colombia  | 1962      |
| Santa Fe             | Colombia  | 1963      |

## Palmarés
| Título                  | Club     | País    | Año  |
| ----------------------- | -------- | ------- | ---- |
| Campeonato Uruguayo (1) | Nacional | Uruguay | 1940 |
| Torneo de Honor (1)     | Nacional | Uruguay | 1941 |
| Campeonato Uruguayo (2) | Nacional | Uruguay | 1941 |
| Torneo de Honor (2)     | Nacional | Uruguay | 1942 |
| Campeonato Uruguayo (3) | Nacional | Uruguay | 1942 |
| Torneo de Honor (3)     | Nacional | Uruguay | 1943 |
| Campeonato Uruguayo (4) | Nacional | Uruguay | 1943 |
| Torneo Competencia      | Nacional | Uruguay | 1945 |
| Torneo de Honor (4)     | Nacional | Uruguay | 1946 |
| Campeonato Uruguayo (5) | Nacional | Uruguay | 1950 |
| Campeonato Uruguayo (6) | Nacional | Uruguay | 1952 |

### Torneos internacionales
| Título              | Club     | País    | Año  |
| ------------------- | -------- | ------- | ---- |
| Copa Aldao          | Nacional | Uruguay | 1940 |
| Copa Aldao          | Nacional | Uruguay | 1942 |
| Copa América        | Uruguay  | Uruguay | 1942 |
| Copa Escobar-Gerona | Nacional | Uruguay | 1945 |